# True History of the Kelly Gang
True History of the Kelly Gang (bra:A Verdadeira História de Ned Kelly) é um filme dirigido por Justin Kurzel lançado em 2019 no Festival Internacional de Cinema de Toronto.

## Sinopse
Baseado no livro de Peter Carey, o filme é um relato altamente ficcional da vida do bushranger australiano Ned Kelly e sua gangue enquanto fugiam das autoridades durante a década de 1870.

## Elenco
- George MacKay como Ned Kelly
  - Orlando Schwerdt como Ned Kelly jovem
- Russell Crowe como Harry Power
- Nicholas Hoult como Constable Fitzpatrick
- Essie Davis como Ellen Kelly
- Sean Keenan como Joe Byrne
- Jacob Collins-Levy como Thomas Curnow
- Thomasin McKenzie como Mary
- Charlie Hunnam como Sargento O'Neill
- Claudia Karvan como Srta. Shelton
- Marlon Williams como George King
- Gentle Ben Corbett como Red Kelly
- Earl Cave como Dan Kelly
- Louis Hewison como Steve Hart

## Recepção
No Rotten Tomatoes, True History of the Kelly Gang detém uma taxa de aprovação de 79% com base em 145 avaliações, com uma classificação média de 6.89 / 10. O consenso crítico do site diz: "Sua abordagem incomum não será para todos os telespectadores, mas True History of the Kelly Gang tem um olhar distintamente pós-moderno para o passado da Austrália." No Metacritic, o filme tem uma pontuação média ponderada de 75 de 100, com base em 27 críticos, indicando "críticas geralmente favoráveis".